# Hofje van Bakenes
Het Hofje van Bakenes of Bakenesserkamer is een Haarlems hofje. Het hofje is te vinden aan de Bakenessergracht in het centrum van stad. Het hofje heeft twee ingangen: één aan de Bakenessergracht en één aan de Wijde Appelaarsteeg. De ingang aan de Wijde Appelaarsteeg is de hoofdingang. Het Hofje van Bakenes is het oudste nog bestaande hofje in Haarlem.
Het hofje is gebouwd in 1395 volgens testamentaire bepalingen van koopman Dirck van Bakenes. Zijn weduwe en haar beide zoons lieten het hofje bouwen. De huidige hofjeswoningen zijn niet meer de hofjeswoningen uit de 14e eeuw maar dateren uit ’t midden van de 17de eeuw. In eerste instantie bestond het hofje uit 13 huizen voor 20 vrouwen, maar met de herbouw in 1663 werd een van de gebouwen verbouwd tot regentenkamer, hierna was er nog plaats voor 12 vrouwen. Het hofje grenst aan de Toneelschuur en de Phil. 

## Raadseltje

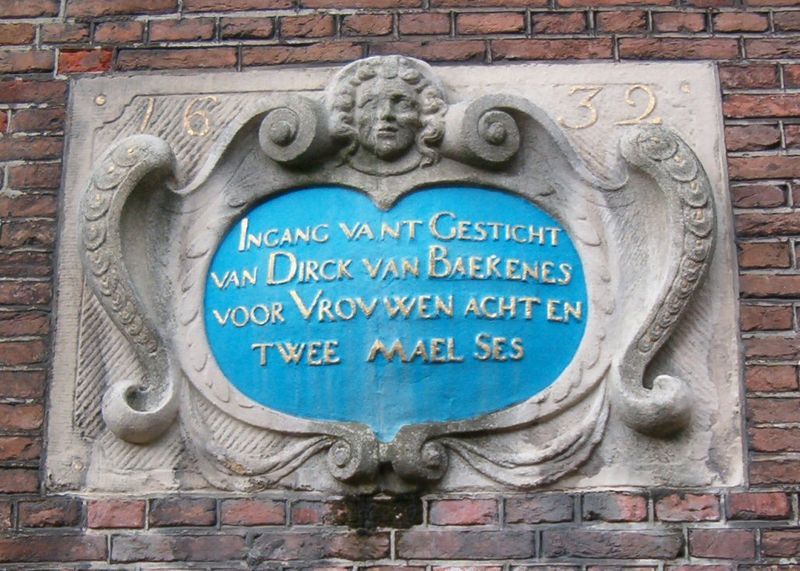
De gevelsteen met epigram

Op de gevelsteen staat het volgende raadsel:
Ingang vant Gesticht
van Dirck van Baekenes
voor Vrouwen acht en
twee mael ses.
Dit raadsel heeft twee betekenissen:
- (8 + 2) × 6 = 60, de leeftijd die een vrouw moest hebben om hier te komen wonen
- 8 + (2 × 6) = 20, het aantal vrouwen dat op het hofje kan wonen

Bestaand:
Brouwershofje ·
Bruiningshofje ·
Frans Loenenhofje ·
Gravinnehof ·
Hofje Codde en Van Beresteijn ·
Hofje In den Groenen Tuin ·
Hofje van Bakenes ·
Hofje van Guurtje de Waal ·
Hofje van Loo ·
Hofje van Noblet ·
Hofje van Oorschot ·
Hofje van Staats ·
Hofje van Heythuysen ·
Johan Enschedé Hof ·
Luthers Hofje ·
Proveniershof ·
Remonstrants Hofje ·
Teylers Hofje ·
Vrouwe- en Antonie Gasthuys ·
Wijnbergshofje ·
Zuiderhofje
Verdwenen:
Aelbert Gerritsz. Fijnebuyckshofje ·
Blokshofje ·
Blokzeyldershofje ·
Boonhofje ·
Brammershofje ·
Bullenhofje ·
Comanshofje ·
Deymanshofje ·
Guurt Burethofje ·
Hofje de Dubbele Muts ·
Hofje de Hemelpoort ·
Hofje de Vijftien Kamers ·
Hofje der Twaalf Apostelen ·
Hofje Het Lam ·
Hofje van Bavo ·
Hofje van Gratie ·
Kenauhofje ·
Luciehofje ·
Pietershofje ·
Sint Annahofje ·
Sint Jans Koenen Gasthuishofje ·
Slickhofje ·
Solomonshofje ·
Twijndershofje ·
Vissershofje ·
Weeshuishofje